# Copa Ouro da CONCACAF de 2019
A Copa Ouro da CONCACAF de 2019 foi a 15ª edição da competição bianual realizada pela Confederação de Futebol da América do Norte, Central e Caribe. O torneio foi sediado na maioria das suas partidas nos Estados Unidos, com Costa Rica e Jamaica recebendo alguns jogos da fase de grupos.

## Equipes qualificadas

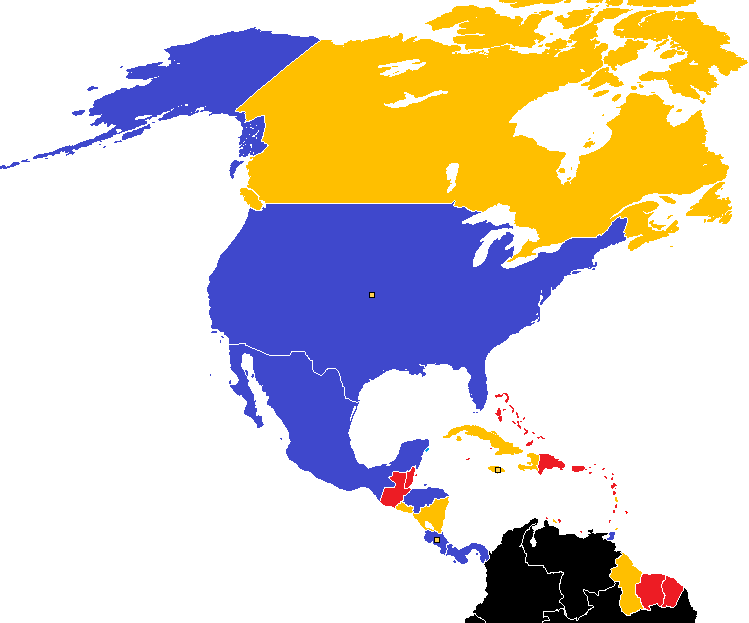
Equipes qualificadas por disputar o hexagonal final direto a Copa do Mundo de 2018
Equipes qualificadas por disputar a Liga das Nações da CONCACAF de 2019–20
Equipes não qualificadas
Equipe não é membro da CONCACAF

O sistema de qualificação não será mais dividido entre regiões (Norte, Central e Caribe). Entre as 16 seleções classificadas, seis classificaram-se automaticamente por participar da quinta fase das eliminatórias para a Copa do Mundo FIFA de 2018, enquanto as outras 10 seleções se classificaram pelas Eliminatórias para a Liga das Nações da CONCACAF de 2019–20.
| Equipe            | Qualificação        | Participação | Última participação | Melhor resultado anterior                           |
| ----------------- | ------------------- | ------------ | ------------------- | --------------------------------------------------- |
| México            | 7 de março de 2018  | 15ª          | 2017                | Campeão (1993, 1996, 1998, 2003, 2009, 2011 e 2015) |
| Costa Rica        | 7 de março de 2018  | 14ª          | 2017                | Vice-campeão (2002)                                 |
| Panamá            | 7 de março de 2018  | 9ª           | 2017                | Vice-campeão (2003 e 2015)                          |
| Honduras          | 7 de março de 2018  | 14ª          | 2017                | Vice-campeão (1991)                                 |
| Estados Unidos    | 7 de março de 2018  | 15ª          | 2017                | Campeão (1991, 2002, 2005, 2007, 2013 e 2017)       |
| Trinidad e Tobago | 7 de março de 2018  | 10ª          | 2015                | Terceiro lugar (2000)                               |
| Martinica         | 23 de março de 2019 | 6ª           | 2017                | Quartas de final (2002)                             |
| Curaçau           | 23 de março de 2019 | 2ª           | 2017                | Fase de grupos (2017)                               |
| Guiana            | 23 de março de 2019 | 1ª           | –                   | Estreante                                           |
| Jamaica           | 23 de março de 2019 | 11ª          | 2017                | Vice-campeão (2015 e 2017)                          |
| Haiti             | 24 de março de 2019 | 7ª           | 2015                | Quartas de final (2002 e 2009)                      |
| Canadá            | 24 de março de 2019 | 14ª          | 2017                | Campeão (2000)                                      |
| Bermudas          | 24 de março de 2019 | 1ª           | –                   | Estreante                                           |
| Cuba              | 24 de março de 2019 | 9ª           | 2015                | Quartas de final (2003, 2013 e 2015)                |
| Nicarágua         | 24 de março de 2019 | 3ª           | 2017                | Fase de grupos (2009 e 2017)                        |
| El Salvador       | 24 de março de 2019 | 11ª          | 2017                | Quartas de final (2002, 2003, 2011, 2013 e 2017)    |

## Sedes
Em maio de 2018 a CONCACAF anunciou que partidas seriam disputadas na América Central e no Caribe junto aos Estados Unidos.

### Estados Unidos
| Pasadena                   | Denver | Houston | Houston |
| -------------------------- | --- | --- | --- |
| Rose Bowl                  | Broncos Stadium at Mile High | NRG Stadium | BBVA Stadium |
| Capacidade: 90 888         | Capacidade: 76 125 | Capacidade: 71 795 | Capacidade: 22 039 |
|                            | | | |
| Charlotte                  | Saint Paul Los Angeles Glendale Filadélfia Charlotte Frisco Cleveland Kansas City Denver Nashville Houston Pasadena Chicago Harrison | Saint Paul Los Angeles Glendale Filadélfia Charlotte Frisco Cleveland Kansas City Denver Nashville Houston Pasadena Chicago Harrison | Saint Paul Los Angeles Glendale Filadélfia Charlotte Frisco Cleveland Kansas City Denver Nashville Houston Pasadena Chicago Harrison |
| Bank of America Stadium    | Saint Paul Los Angeles Glendale Filadélfia Charlotte Frisco Cleveland Kansas City Denver Nashville Houston Pasadena Chicago Harrison | Saint Paul Los Angeles Glendale Filadélfia Charlotte Frisco Cleveland Kansas City Denver Nashville Houston Pasadena Chicago Harrison | Saint Paul Los Angeles Glendale Filadélfia Charlotte Frisco Cleveland Kansas City Denver Nashville Houston Pasadena Chicago Harrison |
| Capacidade: 75 525         | Saint Paul Los Angeles Glendale Filadélfia Charlotte Frisco Cleveland Kansas City Denver Nashville Houston Pasadena Chicago Harrison | Saint Paul Los Angeles Glendale Filadélfia Charlotte Frisco Cleveland Kansas City Denver Nashville Houston Pasadena Chicago Harrison | Saint Paul Los Angeles Glendale Filadélfia Charlotte Frisco Cleveland Kansas City Denver Nashville Houston Pasadena Chicago Harrison |
|                            | Saint Paul Los Angeles Glendale Filadélfia Charlotte Frisco Cleveland Kansas City Denver Nashville Houston Pasadena Chicago Harrison | Saint Paul Los Angeles Glendale Filadélfia Charlotte Frisco Cleveland Kansas City Denver Nashville Houston Pasadena Chicago Harrison | Saint Paul Los Angeles Glendale Filadélfia Charlotte Frisco Cleveland Kansas City Denver Nashville Houston Pasadena Chicago Harrison |
| Filadélfia                 | Saint Paul Los Angeles Glendale Filadélfia Charlotte Frisco Cleveland Kansas City Denver Nashville Houston Pasadena Chicago Harrison | Saint Paul Los Angeles Glendale Filadélfia Charlotte Frisco Cleveland Kansas City Denver Nashville Houston Pasadena Chicago Harrison | Saint Paul Los Angeles Glendale Filadélfia Charlotte Frisco Cleveland Kansas City Denver Nashville Houston Pasadena Chicago Harrison |
| Lincoln Financial Field    | Saint Paul Los Angeles Glendale Filadélfia Charlotte Frisco Cleveland Kansas City Denver Nashville Houston Pasadena Chicago Harrison | Saint Paul Los Angeles Glendale Filadélfia Charlotte Frisco Cleveland Kansas City Denver Nashville Houston Pasadena Chicago Harrison | Saint Paul Los Angeles Glendale Filadélfia Charlotte Frisco Cleveland Kansas City Denver Nashville Houston Pasadena Chicago Harrison |
| Capacidade: 69 176         | Saint Paul Los Angeles Glendale Filadélfia Charlotte Frisco Cleveland Kansas City Denver Nashville Houston Pasadena Chicago Harrison | Saint Paul Los Angeles Glendale Filadélfia Charlotte Frisco Cleveland Kansas City Denver Nashville Houston Pasadena Chicago Harrison | Saint Paul Los Angeles Glendale Filadélfia Charlotte Frisco Cleveland Kansas City Denver Nashville Houston Pasadena Chicago Harrison |
|                            | Saint Paul Los Angeles Glendale Filadélfia Charlotte Frisco Cleveland Kansas City Denver Nashville Houston Pasadena Chicago Harrison | Saint Paul Los Angeles Glendale Filadélfia Charlotte Frisco Cleveland Kansas City Denver Nashville Houston Pasadena Chicago Harrison | Saint Paul Los Angeles Glendale Filadélfia Charlotte Frisco Cleveland Kansas City Denver Nashville Houston Pasadena Chicago Harrison |
| Nashville                  | Saint Paul Los Angeles Glendale Filadélfia Charlotte Frisco Cleveland Kansas City Denver Nashville Houston Pasadena Chicago Harrison | Saint Paul Los Angeles Glendale Filadélfia Charlotte Frisco Cleveland Kansas City Denver Nashville Houston Pasadena Chicago Harrison | Saint Paul Los Angeles Glendale Filadélfia Charlotte Frisco Cleveland Kansas City Denver Nashville Houston Pasadena Chicago Harrison |
| Nissan Stadium             | Saint Paul Los Angeles Glendale Filadélfia Charlotte Frisco Cleveland Kansas City Denver Nashville Houston Pasadena Chicago Harrison | Saint Paul Los Angeles Glendale Filadélfia Charlotte Frisco Cleveland Kansas City Denver Nashville Houston Pasadena Chicago Harrison | Saint Paul Los Angeles Glendale Filadélfia Charlotte Frisco Cleveland Kansas City Denver Nashville Houston Pasadena Chicago Harrison |
| Capacidade: 69 143         | Saint Paul Los Angeles Glendale Filadélfia Charlotte Frisco Cleveland Kansas City Denver Nashville Houston Pasadena Chicago Harrison | Saint Paul Los Angeles Glendale Filadélfia Charlotte Frisco Cleveland Kansas City Denver Nashville Houston Pasadena Chicago Harrison | Saint Paul Los Angeles Glendale Filadélfia Charlotte Frisco Cleveland Kansas City Denver Nashville Houston Pasadena Chicago Harrison |
|                            | Saint Paul Los Angeles Glendale Filadélfia Charlotte Frisco Cleveland Kansas City Denver Nashville Houston Pasadena Chicago Harrison | Saint Paul Los Angeles Glendale Filadélfia Charlotte Frisco Cleveland Kansas City Denver Nashville Houston Pasadena Chicago Harrison | Saint Paul Los Angeles Glendale Filadélfia Charlotte Frisco Cleveland Kansas City Denver Nashville Houston Pasadena Chicago Harrison |
| Cleveland                  | Glendale | Chicago | Harrison |
| FirstEnergy Stadium        | State Farm Stadium | Soldier Field | Red Bull Arena |
| Capacidade: 67 895         | Capacidade: 63 400 | Capacidade: 61 500 | Capacidade: 25 000 |
|                            | | | |
| Los Angeles                | Frisco | Saint Paul | Kansas City |
| Banc of California Stadium | Toyota Stadium | Allianz Field | Children's Mercy Park |
| Capacidade: 22 000         | Capacidade: 20 500 | Capacidade: 19 400 | Capacidade: 18 467 |
|                            | | | |

### Costa Rica
Em 26 de novembro de 2018, a CONCACAF anunciou que a Costa Rica receberia duas partidas da primeira rodada do Grupo B em 16 de junho de 2019.
| San José | San José                       |
| San José | Estádio Nacional da Costa Rica |
| San José | Capacidade: 35 175             |
| San José |                                |

### Jamaica
Em 2 de abril de 2019 a Jamaica foi anunciada como sede de duas partidas do Grupo C em 17 de junho de 2019.
| Kingston | Kingston           |
| Kingston | Independence Park  |
| Kingston | Capacidade: 35 000 |
| Kingston |                    |

## Sorteio
O sorteio dos grupos e a tabela completa foi revelada em 10 de abril de 2019, em Los Angeles.
| Pote 1                                    | Pote 2                      | Pote 3                                            | Pote 4                       |
| ----------------------------------------- | --------------------------- | ------------------------------------------------- | ---------------------------- |
| Costa Rica Estados Unidos Honduras México | Canadá Haiti Jamaica Panamá | El Salvador Martinica Nicarágua Trinidad e Tobago | Bermudas Cuba Curaçau Guiana |

## Fase de grupos
As datas dos jogos e as atribuições dos locais foram anunciadas pela CONCACAF em 9 de outubro de 2018. Os pares das quartas de final foram posteriormente alterados em 12 de outubro de 2018. As duas melhores equipes de cada grupo se classificam para as quartas de final.
Todas as partidas seguem o fuso horário local.
|  | Equipes qualificadas para as quartas de final |
|  | Equipes eliminadas                            |

### Grupo A
| Pos. | Seleção   | Pts | J | V | E | D | GP | GC | SG  |
| ---- | --------- | --- | - | - | - | - | -- | -- | --- |
| 1    | México    | 9   | 3 | 3 | 0 | 0 | 13 | 3  | +10 |
| 2    | Canadá    | 6   | 3 | 2 | 0 | 1 | 12 | 3  | +9  |
| 3    | Martinica | 3   | 3 | 1 | 0 | 2 | 5  | 7  | –2  |
| 4    | Cuba      | 0   | 3 | 0 | 0 | 3 | 0  | 17 | –17 |

| 15 de junho   | Canadá                                     | 4 – 0     | Martinica | Rose Bowl, Pasadena                        |
| 16:30 (UTC−7) | David 33', 53' · Hoilett 62' · Arfield 67' | Relatório |           | Público: 65 527 Árbitro: HON Said Martínez |

| 15 de junho   | México                                                        | 7 – 0     | Cuba | Rose Bowl, Pasadena                     |
| 19:00 (UTC−7) | Antuna 2', 44', 80' · Jiménez 31', 64' · Reyes 38' · Vega 74' | Relatório |      | Público: 65 527 Árbitro: PAN John Pitti |

| 19 de junho   | Cuba | 0 – 3     | Martinica                              | Broncos Stadium at Mile High, Denver               |
| 18:00 (UTC−6) |      | Relatório | Marveaux 45' · Abaul 70' · Fortuné 85' | Público: 52 874 Árbitro: QAT Abdulrahman Al-Jassim |

| 19 de junho   | México                           | 3 – 1     | Canadá        | Broncos Stadium at Mile High, Denver        |
| 20:30 (UTC−6) | Alvarado 40' · Guardado 54', 77' | Relatório | Cavallini 75' | Público: 52 874 Árbitro: CRC Henry Bejarano |

| 23 de junho   | Canadá                                                       | 7 – 0     | Cuba | Bank of America Stadium, Charlotte              |
| 18:00 (UTC−4) | David 3', 71', 77' · Cavallini 21', 43', 45+1' · Hoilett 50' | Relatório |      | Público: 59 283 Árbitro: USA Armando Villarreal |

| 23 de junho   | Martinica                 | 2 – 3     | México                                 | Bank of America Stadium, Charlotte       |
| 20:30 (UTC−4) | Parsemain 56' · Delem 84' | Relatório | Antuna 29' · Jiménez 61' · Navarro 72' | Público: 59 283 Árbitro: SLV Iván Barton |

### Grupo B
| Pos. | Seleção    | Pts | J | V | E | D | GP | GC | SG |
| ---- | ---------- | --- | - | - | - | - | -- | -- | -- |
| 1    | Haiti      | 9   | 3 | 3 | 0 | 0 | 6  | 2  | +4 |
| 2    | Costa Rica | 6   | 3 | 2 | 0 | 1 | 7  | 3  | +4 |
| 3    | Bermudas   | 3   | 3 | 1 | 0 | 2 | 4  | 4  | 0  |
| 4    | Nicarágua  | 0   | 3 | 0 | 0 | 3 | 0  | 8  | –8 |

| 16 de junho   | Haiti            | 2 – 1     | Bermudas       | Estádio Nacional da Costa Rica, San José      |
| 16:00 (UTC−6) | Pierrot 54', 66' | Relatório | Leverock 45+2' | Público: 19 140 Árbitro: JAM Daneon Parchment |

| 16 de junho   | Costa Rica                                        | 4 – 0     | Nicarágua | Estádio Nacional da Costa Rica, San José |
| 18:30 (UTC−6) | Oviedo 7' · Borges 19' · Aguilar 45+1' · Cruz 75' | Relatório |           | Público: 19 140 Árbitro: MEX Marco Ortiz |

| 20 de junho   | Nicarágua | 0 – 2     | Haiti                  | Toyota Stadium, Frisco                    |
| 18:00 (UTC−5) |           | Relatório | Saba 22' · Etienne 34' | Público: 7 000 Árbitro: GUA Mario Escobar |

| 20 de junho   | Costa Rica               | 2 – 1     | Bermudas        | Toyota Stadium, Frisco                     |
| 20:30 (UTC−5) | George 30' · Aguilar 54' | Relatório | Wells 59' (pen) | Público: 7 000 Árbitro: CUB Yadel Martínez |

| 24 de junho   | Bermudas                | 2 – 0     | Nicarágua | Red Bull Arena, Harrison                     |
| 18:30 (UTC−4) | Simmons 60' · Wells 71' | Relatório |           | Público: 20 044 Árbitro: MEX Adonai Escobedo |

| 24 de junho   | Haiti                        | 2 – 1     | Costa Rica  | Red Bull Arena, Harrison                   |
| 21:00 (UTC−4) | Nazon 57' (pen) · Alexis 81' | Relatório | Saborío 14' | Público: 20 044 Árbitro: USA Ismail Elfath |

### Grupo C
| Pos. | Seleção     | Pts | J | V | E | D | GP | GC | SG |
| ---- | ----------- | --- | - | - | - | - | -- | -- | -- |
| 1    | Jamaica     | 5   | 3 | 1 | 2 | 0 | 4  | 3  | +1 |
| 2    | Curaçau     | 4   | 3 | 1 | 1 | 1 | 2  | 2  | 0  |
| 3    | El Salvador | 4   | 3 | 1 | 1 | 1 | 1  | 4  | –3 |
| 4    | Honduras    | 3   | 3 | 1 | 0 | 2 | 6  | 4  | +2 |

| 17 de junho   | Curaçau | 0 – 1     | El Salvador   | Independence Park, Kingston               |
| 18:00 (UTC−5) |         | Relatório | Bonilla 45+1' | Público: 17 874 Árbitro: GUA Walter López |

| 17 de junho   | Jamaica                    | 3 – 2     | Honduras                    | Independence Park, Kingston               |
| 20:30 (UTC−5) | Orgill 15', 41' · Lowe 56' | Relatório | Lozano 54' · Castillo 90+2' | Público: 17 874 Árbitro: USA Jair Marrufo |

| 21 de junho   | El Salvador | 0 – 0     | Jamaica | BBVA Stadium, Houston                   |
| 18:00 (UTC−5) |             | Relatório |         | Público: 22 395 Árbitro: PAN John Pitti |

| 21 de junho   | Honduras | 0 – 1     | Curaçau    | BBVA Stadium, Houston                              |
| 20:30 (UTC−5) |          | Relatório | Bacuna 40' | Público: 22 395 Árbitro: CRC Juan Gabriel Calderón |

| 25 de junho   | Jamaica       | 1 – 1     | Curaçau     | Banc of California Stadium, Los Angeles  |
| 17:00 (UTC−7) | Nicholson 14' | Relatório | Gaari 90+3' | Público: 22 503 Árbitro: MEX Marco Ortíz |

| 25 de junho   | Honduras                                                | 4 – 0     | El Salvador | Banc of California Stadium, Los Angeles        |
| 19:30 (UTC−7) | Álvarez 59' · Castillo 65' · Acosta 75' · Izaguirre 90' | Relatório |             | Público: 22 503 Árbitro: MEX Fernando Guerrero |

### Grupo D
| Pos. | Seleção           | Pts | J | V | E | D | GP | GC | SG  |
| ---- | ----------------- | --- | - | - | - | - | -- | -- | --- |
| 1    | Estados Unidos    | 9   | 3 | 3 | 0 | 0 | 11 | 0  | +11 |
| 2    | Panamá            | 6   | 3 | 2 | 0 | 1 | 6  | 3  | +3  |
| 3    | Guiana            | 1   | 3 | 0 | 1 | 2 | 3  | 9  | –6  |
| 4    | Trinidad e Tobago | 1   | 3 | 0 | 1 | 2 | 1  | 9  | –8  |

| 18 de junho   | Panamá                    | 2 – 0     | Trinidad e Tobago | Allianz Field, Saint Paul                    |
| 18:30 (UTC−5) | Cooper 53' · Bárcenas 69' | Relatório |                   | Público: 19 418 Árbitro: MEX Adonai Escobedo |

| 18 de junho   | Estados Unidos                           | 4 – 0     | Guiana | Allianz Field, Saint Paul                |
| 21:00 (UTC−5) | Arriola 28' · Boyd 51', 81' · Zardes 55' | Relatório |        | Público: 19 418 Árbitro: SLV Iván Barton |

| 22 de junho   | Guiana                       | 2 – 4     | Panamá                                                              | FirstEnergy Stadium, Cleveland                |
| 17:30 (UTC−4) | Danns 33' (pen), 90+3' (pen) | Relatório | Arroyo 16' · Vancooten 40' (g.c.) · Davis 51' (pen) · G. Torres 86' | Público: 23 921 Árbitro: JAM Daneon Parchment |

| 22 de junho   | Estados Unidos                                              | 6 – 0     | Trinidad e Tobago | FirstEnergy Stadium, Cleveland             |
| 20:00 (UTC−4) | Long 41', 90' · Zardes 66', 69' · Pulisic 73' · Arriola 78' | Relatório |                   | Público: 23 921 Árbitro: HON Said Martínez |

| 26 de junho   | Trinidad e Tobago | 1 – 1     | Guiana    | Children's Mercy Park, Kansas City                 |
| 17:30 (UTC−5) | Molino 80'        | Relatório | Danns 54' | Público: 17 037 Árbitro: CRC Juan Gabriel Calderón |

| 26 de junho   | Panamá | 0 – 1     | Estados Unidos | Children's Mercy Park, Kansas City                 |
| 20:00 (UTC−5) |        | Relatório | Altidore 66'   | Público: 17 037 Árbitro: QAT Abdulrahman Al-Jassim |

## Fase final
|  | Quartas de final         | Quartas de final       |                       |       | Semifinais | Semifinais |  |  | Final | Final |
|  |                          |                        |                       |       |            |            |  |  |       |       |
|  | 29 de junho – Houston    |                        |                       |       |            |            |  |  |       |       |
|  |                          |                        |                       |       |            |            |  |  |       |       |
|  | Haiti                    | 3                      |                       |       |            |            |  |  |       |       |
|  | Haiti                    | 3                      | 2 de julho – Glendale |       |            |            |  |  |       |       |
|  | Canadá                   | 2                      |                       |       |            |            |  |  |       |       |
|  | Canadá                   | 2                      | Haiti                 | 0     |            |            |  |  |       |       |
|  | 29 de junho – Houston    |                        | Haiti                 | 0     |            |            |  |  |       |       |
|  |                          | México (pro)           | 1                     |       |            |            |  |  |       |       |
|  | México (pen)             | México (pro)           | 1                     | 1 (5) |            |            |  |  |       |       |
|  | México (pen)             |                        | 7 de julho – Chicago  | 1 (5) |            |            |  |  |       |       |
|  | Costa Rica               | 1 (4)                  |                       |       |            |            |  |  |       |       |
|  | Costa Rica               | 1 (4)                  | México                | 1     |            |            |  |  |       |       |
|  | 30 de junho – Filadélfia |                        | México                | 1     |            |            |  |  |       |       |
|  |                          | Estados Unidos         | 0                     |       |            |            |  |  |       |       |
|  | Jamaica                  | Estados Unidos         | 0                     | 1     |            |            |  |  |       |       |
|  | Jamaica                  | 3 de julho – Nashville |                       | 1     |            |            |  |  |       |       |
|  | Panamá                   | 0                      |                       |       |            |            |  |  |       |       |
|  | Panamá                   | 0                      | Jamaica               | 1     |            |            |  |  |       |       |
|  | 30 de junho – Filadélfia |                        | Jamaica               | 1     |            |            |  |  |       |       |
|  |                          | Estados Unidos         | 3                     |       |            |            |  |  |       |       |
|  | Estados Unidos           | Estados Unidos         | 3                     | 1     |            |            |  |  |       |       |
|  | Estados Unidos           |                        |                       | 1     |            |            |  |  |       |       |
|  | Curaçau                  | 0                      |                       |       |            |            |  |  |       |       |
|  | Curaçau                  | 0                      |                       |       |            |            |  |  |       |       |

### Quartas de final
| 29 de junho   | Haiti                                       | 3 – 2     | Canadá                    | NRG Stadium, Houston                      |
| 18:00 (UTC−5) | Nazon 50' · Bazile 70' (pen) · Guerrier 76' | Relatório | David 18' · Cavallini 28' | Público: 70 788 Árbitro: USA Jair Marrufo |

| 29 de junho   | México      | 1 – 1 (pro) | Costa Rica     | NRG Stadium, Houston                    |
| 21:00 (UTC−5) | Jiménez 44' | Relatório   | Ruiz 52' (pen) | Público: 70 788 Árbitro: PAN John Pitti |

|                                                 |       | Penalidades                             |  |
| Jiménez Montes Alvarado Gallardo Moreno Salcedo | 5 – 4 | Borges Aguilar Leal Duarte Calvo Fuller |  |

| 30 de junho   | Jamaica            | 1 – 0     | Panamá | Lincoln Financial Field, Filadélfia        |
| 17:30 (UTC−4) | Mattocks 75' (pen) | Relatório |        | Público: 26 233 Árbitro: GUA Mario Escobar |

| 30 de junho   | Estados Unidos | 1 – 0     | Curaçau | Lincoln Financial Field, Filadélfia          |
| 20:30 (UTC−4) | McKennie 25'   | Relatório |         | Público: 26 233 Árbitro: MEX Adonai Escobedo |

### Semifinais
| 2 de julho    | Haiti | 0 – 1 (pro) | México            | State Farm Stadium, Glendale                       |
| 19:30 (UTC−7) |       | Relatório   | Jiménez 93' (pen) | Público: 64 128 Árbitro: QAT Abdulrahman Al-Jassim |

| 3 de julho    | Jamaica       | 1 – 3     | Estados Unidos                 | Nissan Stadium, Nashville                |
| 20:30 (UTC−5) | Nicholson 69' | Relatório | McKennie 9' · Pulisic 52', 87' | Público: 28 473 Árbitro: SLV Iván Barton |

### Final
| 7 de julho    | México         | 1 – 0     | Estados Unidos | Soldier Field, Chicago                     |
| 20:15 (UTC−5) | Dos Santos 73' | Relatório |                | Público: 62 493 Árbitro: GUA Mario Escobar |

## Premiação
| Copa Ouro da CONCACAF de 2019 |
| México                        |
| ----------------------------- |
| México Campeão (8.º título)   |

Os seguintes prêmios individuais foram concedidos após a conclusão do torneio:
| Bola de Ouro     | Chuteira de Ouro            | Luva de Ouro        | Jogador Jovem         | Fair Play      |
| ---------------- | --------------------------- | ------------------- | --------------------- | -------------- |
| MEX Raúl Jiménez | CAN Jonathan David (6 gols) | MEX Guillermo Ochoa | USA Christian Pulisic | Estados Unidos |

## Artilharia
6 gols (1)
- CAN Jonathan David

5 gols (2)
- CAN Lucas Cavallini
- MEX Raúl Jiménez

4 gols (1)
- MEX Uriel Antuna

3 gols (3)
- GUY Neil Danns
- USA Christian Pulisic
- USA Gyasi Zardes

2 gols (13)
- BER Nahki Wells
- CAN Junior Hoilett
- CRC Elías Aguilar
- HAI Duckens Nazon
- HAI Frantzdy Pierrot
- HON Rubilio Castillo
- JAM Dever Orgill
- JAM Shamar Nicholson
- MEX Andrés Guardado
- USA Aaron Long
- USA Paul Arriola
- USA Tyler Boyd
- USA Weston McKennie

1 gol (40)
- BER Dante Leverock
- BER Lejuan Simmons
- CAN Scott Arfield
- CRC Allan Cruz
- CRC Álvaro Saborío
- CRC Bryan Oviedo
- CRC Bryan Ruiz
- CRC Celso Borges
- CRC Mayron George
- CUW Juriën Gaari
- CUW Leandro Bacuna
- HAI Derrick Etienne
- HAI Djimy Alexis
- HAI Hervé Bazile
- HAI Steeven Saba
- HAI Wilde-Donald Guerrier
- HON Anthony Lozano
- HON Bryan Acosta
- HON Emilio Izaguirre
- HON Jorge Álvarez
- JAM Damion Lowe
- JAM Darren Mattocks
- MEX Alexis Vega
- MEX Diego Reyes
- MEX Fernando Navarro
- MEX Jonathan dos Santos
- MEX Roberto Alvarado
- MTQ Jordy Delem
- MTQ Joris Marveaux
- MTQ Kévin Fortuné
- MTQ Kévin Parsemain
- MTQ Stéphane Abaul
- PAN Abdiel Arroyo
- PAN Armando Cooper
- PAN Édgar Bárcenas
- PAN Erick Davis
- PAN Gabriel Torres
- SLV Nelson Bonilla
- TRI Kevin Molino
- USA Jozy Altidore

Gols contra (1)
- GUY Terence Vancooten (para o Panamá)